# Listă de jocuri video de rol din 2008–2009
Acesta este un index cuprinzător al jocurilor video de rol comerciale, sortate cronologic după anul apariției. Informațiile referitoare la data lansării, dezvoltatorul, editura, sistemul de operare, subgenul și notabilitatea sunt furnizate acolo unde sunt disponibile. Tabelul poate fi sortat făcând clic pe casetele mici de lângă titlurile coloanelor. Această listă nu include MUD-uri sau MMORPG-uri. Include jocuri roguelike, de acțiune și tactice (timp real).

Aceasta este o listă de jocuri video de rol din 2008 – 2009.

## Legenda
| Platforme de jocuri video |
| ------------------------- |

| 3DS    | Nintendo 3DS                   |
| AMI    | Commodore Amiga                |
| APPII  | Apple II                       |
| Arcade | Arcade game                    |
| C64    | Commodore 64                   |
| CROSS  | Cross-platform                 |
| DC     | Dreamcast                      |
| DOS    | DOS / MS-DOS                   |
| DROI   | Platforma nu este recunoscută. |
| DS     | Nintendo DS                    |
| FM7    | FM-7                           |
| FMT    | FM Towns                       |
| GB     | Game Boy                       |
| GBA    | Game Boy Advance               |
| GBC    | Game Boy Color                 |
| GCN    | Nintendo GameCube              |
| GEN    | Sega Genesis / Sega Mega Drive |
| iOS    | iOS                            |

| LIN  | Linux                                   |
| MAC  | Macintosh / Mac OS                      |
| MOBI | Mobile phone                            |
| MSX  | MSX                                     |
| MSX2 | MSX2                                    |
| N64  | Nintendo 64                             |
| NEO  | Neo Geo                                 |
| NES  | Nintendo Entertainment System / Famicom |
| OSX  | Mac OS X                                |
| PC60 | NEC PC-6001                             |
| PC88 | NEC PC-8801                             |
| PC98 | NEC PC-9801                             |
| PCE  | TurboGrafx-16 / PC Engine               |
| PS1  | PlayStation / PSone                     |
| PS2  | PlayStation 2                           |
| PS3  | PlayStation 3                           |
| PS4  | Platforma nu este recunoscută.          |
| PSN  | PlayStation Network                     |

| PSP  | PlayStation Portable           |
| PSV  | Platforma nu este recunoscută. |
| OSX  | Mac OS X                       |
| SAT  | Sega Saturn                    |
| SCD  | Sega Mega-CD                   |
| SMS  | Sega Master System             |
| SNES | Super NES / Super Famicom      |
| ST   | Atari ST                       |
| VC   | Virtual Console (Wii)          |
| VITA | PlayStation Vita               |
| X68K | Sharp X68000                   |
| Wii  | Wii                            |
| WiiU | Wii U                          |
| WIN  | Microsoft Windows              |
| X360 | Xbox 360                       |
| XBOX | Xbox                           |
| XOne | Platforma nu este recunoscută. |
| ZX   | ZX Spectrum                    |

| 3DS    | Nintendo 3DS                   |
| AMI    | Commodore Amiga                |
| APPII  | Apple II                       |
| Arcade | Arcade game                    |
| C64    | Commodore 64                   |
| CROSS  | Cross-platform                 |
| DC     | Dreamcast                      |
| DOS    | DOS / MS-DOS                   |
| DROI   | Platforma nu este recunoscută. |
| DS     | Nintendo DS                    |
| FM7    | FM-7                           |
| FMT    | FM Towns                       |
| GB     | Game Boy                       |
| GBA    | Game Boy Advance               |
| GBC    | Game Boy Color                 |
| GCN    | Nintendo GameCube              |
| GEN    | Sega Genesis / Sega Mega Drive |
| iOS    | iOS                            |

| LIN  | Linux                                   |
| MAC  | Macintosh / Mac OS                      |
| MOBI | Mobile phone                            |
| MSX  | MSX                                     |
| MSX2 | MSX2                                    |
| N64  | Nintendo 64                             |
| NEO  | Neo Geo                                 |
| NES  | Nintendo Entertainment System / Famicom |
| OSX  | Mac OS X                                |
| PC60 | NEC PC-6001                             |
| PC88 | NEC PC-8801                             |
| PC98 | NEC PC-9801                             |
| PCE  | TurboGrafx-16 / PC Engine               |
| PS1  | PlayStation / PSone                     |
| PS2  | PlayStation 2                           |
| PS3  | PlayStation 3                           |
| PS4  | Platforma nu este recunoscută.          |
| PSN  | PlayStation Network                     |

| PSP  | PlayStation Portable           |
| PSV  | Platforma nu este recunoscută. |
| OSX  | Mac OS X                       |
| SAT  | Sega Saturn                    |
| SCD  | Sega Mega-CD                   |
| SMS  | Sega Master System             |
| SNES | Super NES / Super Famicom      |
| ST   | Atari ST                       |
| VC   | Virtual Console (Wii)          |
| VITA | PlayStation Vita               |
| X68K | Sharp X68000                   |
| Wii  | Wii                            |
| WiiU | Wii U                          |
| WIN  | Microsoft Windows              |
| X360 | Xbox 360                       |
| XBOX | Xbox                           |
| XOne | Platforma nu este recunoscută. |
| ZX   | ZX Spectrum                    |

| Tipuri de lansări |
| ----------------- |

| Rerel  | Jocul a fost relansat pe aceeași platformă cu modificări minore sau fără modificări.                                                                                     |
| Port   | Jocul a apărut pentru prima dată pe o altă platformă. Este la fel ca originalul, cu puține sau deloc diferențe.                                                          |
| Remake | Jocul este un remake îmbunătățit al celui original, lansat pe aceeași platformă sau pe o platformă diferită, cu modificări ale graficii, sunetului și/sau gameplay-ului. |
| Compl  | O compilație, antologie sau colecție de mai multe titluri, de obicei (dar nu întotdeauna) aparținând aceleiași serii.                                                    |
| Limit  | O lansare specială (numită adesea Limited sau Collector’s Edition) cu material bonus de colecție. Adesea este furnizată persoanelor care pre-comandă un joc.             |

| Rerel  | Jocul a fost relansat pe aceeași platformă cu modificări minore sau fără modificări.                                                                                     |
| Port   | Jocul a apărut pentru prima dată pe o altă platformă. Este la fel ca originalul, cu puține sau deloc diferențe.                                                          |
| Remake | Jocul este un remake îmbunătățit al celui original, lansat pe aceeași platformă sau pe o platformă diferită, cu modificări ale graficii, sunetului și/sau gameplay-ului. |
| Compl  | O compilație, antologie sau colecție de mai multe titluri, de obicei (dar nu întotdeauna) aparținând aceleiași serii.                                                    |
| Limit  | O lansare specială (numită adesea Limited sau Collector’s Edition) cu material bonus de colecție. Adesea este furnizată persoanelor care pre-comandă un joc.             |

| Note despre genuri |
| ------------------ |

| Action RPG   | Joc video de rol de acțiune.              |
| Tactical RPG | Joc video de rol tactic.                  |
| Roguelike    | Roguelike.                                |
| MMORPG       | Joc de rol cu multiplayer online în masă. |
| MUD          | MUD.                                      |

| FPS/RPG | Shooter first-person / Joc video de rol hibrid (Joc video de rol shooter).                            |
| RTS/RPG | Joc de strategie în timp real / Joc video de rol hibrid (Joc video de rol de strategie în timp real). |
| WRPG    | Joc de rol în stil western.                                                                           |
| JRPG    | Joc de rol în stil japonez.                                                                           |
| Eroge   | Joc japonez cu conținut erotic.                                                                       |

| Action RPG   | Joc video de rol de acțiune.              |
| Tactical RPG | Joc video de rol tactic.                  |
| Roguelike    | Roguelike.                                |
| MMORPG       | Joc de rol cu multiplayer online în masă. |
| MUD          | MUD.                                      |

| FPS/RPG | Shooter first-person / Joc video de rol hibrid (Joc video de rol shooter).                            |
| RTS/RPG | Joc de strategie în timp real / Joc video de rol hibrid (Joc video de rol de strategie în timp real). |
| WRPG    | Joc de rol în stil western.                                                                           |
| JRPG    | Joc de rol în stil japonez.                                                                           |
| Eroge   | Joc japonez cu conținut erotic.                                                                       |

## Lista
| An                           | Titlu                                                                             | Dezvoltator                      | Editură                      | Setări           | Platformă               | Subgen       | Serie/Note | Țara de origine |
| ---------------------------- | --------------------------------------------------------------------------------- | -------------------------------- | ---------------------------- | ---------------- | ----------------------- | ------------ | --- | --------------- |
| 2008 (??)                    | Arc the Lad III                                                                   | ARC                              |                              | Fantezie         | PSN (Port)              | Tactical RPG | Portare a Arc the Lad III.                                                                                         |                 |
| 2008 (JP)                    | Blue Dragon Plus                                                                  | Feel Plus                        |                              | Fantezie         | DS (Port)               | Tactical RPG | |                 |
| 2008 (JP)                    | Brave Fencer Musashi                                                              | Square                           | Square Enix                  | Fantezie         | PSN (Port)              | Action RPG   | Portare a Brave Fencer Musashi pentru PS1.                                                                         |                 |
| 2008 (JP/NA) 2009 (PAL)      | Chrono Trigger                                                                    | Square Enix                      | Square Enix                  | Fantezie         | DS (Port)               |              | Portare a Chrono Trigger pentru SNES. Debutul seriei.                                                              |                 |
| 2008 (JP)                    | Crystal Guardians                                                                 |                                  |                              | Fantezie         | MOBI                    |              | Sequel al Final Fantasy Tactics A2. Lansat în capitole.                                                            |                 |
| 2008 (NA/PAL/JP)             | Dark Messiah of Might and Magic: Elements                                         | Arkane Ubisoft                   | Ubisoft                      | Fantezie         | X360 (Remake)           | Action RPG   | Refacere a Dark Messiah of Might and Magic pentru WIN.                                                             |                 |
| 2008 (JP) 2009 (NA)          | Devil Summoner: Kuzunoha Raidō Tai Abaddon Ō                                      | Atlus                            |                              | Fantezie         | PS2                     | Action RPG   | Sequel al Shin Megami Tensei: Devil Summoner: Raidou Kuzunoha vs. The Soulless Army.                               |                 |
| 2008 (JP)                    | Devil Summoner: Kuzunoha Raidō Tai Abaddon Ō Plus                                 | Atlus                            |                              | Fantezie         | PS2 (Comp)              | Action RPG   | Compilation of Devil Summoner: Kuzunoha Raidō Tai Abaddon Ō and Shin Megami Tensei: Nocturne.                      |                 |
| 2008 (JP/NA)                 | Disgaea 3: Absence of Justice 魔界戦記ディスガイア3                               | Nippon Ichi                      |                              | Fantezie         | PS3                     | Tactical RPG | Sequel al Disgaea 2: Cursed Memories.                                                                              |                 |
| 2008 (??)                    | Disgaea DS                                                                        | Nippon Ichi                      | Atlus                        | Fantezie         | DS (Port)               | Tactical RPG | Portare a Disgaea: Afternoon of Darkness for PSP.                                                                  |                 |
| 2008 (JP) 2009 (NA) TBA (EU) | Dragon Quest V: Hand of the Heavenly Bride                                        | ArtePiazza                       | Square Enix                  | Fantezie         | DS (Remake)             | JRPG         | Refacere a Dragon Quest V: Tenku no Hanayome pentru SNES. Sequel al Dragon Quest IV.                               |                 |
| 2008 (??)                    | Drone Tactics                                                                     | Success                          | Atlus                        | Fantezie Modern  | DS                      | Tactical RPG | |                 |
| 2008 (JP/NA)                 | Eternal Poison                                                                    | Flight-Plan                      | Banpresto Atlus              | Fantezie         | PS2                     | Tactical RPG | |                 |
| 2008 (JP/NA) 2009 (EU)       | Eternal Sonata                                                                    | tri-Crescendo                    | Namco Bandai                 | Fantezie         | PS3 (Port)              |              | Portare a Eternal Sonata pentru X360.                                                                              |                 |
| 2008 (JP/NA)                 | Etrian Odyssey II: Heroes of Lagaard                                              | Atlus                            | Atlus                        | Fantezie         | DS                      |              | Sequel al Etrian Odyssey for DS.                                                                                   |                 |
| 2008 (NA/EU/AU)              | Fable 2                                                                           | Lionhead                         | Microsoft                    | Fantezie         | X360                    | Action RPG   | |                 |
| 2008 (NA/EU/AU)              | Fallout 3                                                                         | Bethesda                         | Bethesda ZeniMax Media       | Post-apocalyptic | PS3 X360                | FPS/RPG      | |                 |
| 2008 (JP/NA/PAL)             | Final Fantasy Crystal Chronicles: My Life as a King                               | Square Enix                      | Square Enix                  | Fantezie         | Wii                     |              | |                 |
| 2008 (JP)                    | Fire Emblem: Thracia 776                                                          | Intelligent                      | Nintendo                     | Fantezie         | VC (Port)               | Tactical RPG | Portare a Fire Emblem: Thracia 776 pentru SNES. Followup to Fire Emblem: Seisen no Keifu.                          |                 |
| 2008 (INT)                   | Geneforge 5: Overthrow                                                            | Spiderweb                        | Spiderweb                    | Fantezie         | MAC                     |              | Sequel al Geneforge 4: Rebellion.                                                                                  |                 |
| 2008 (JP)                    | Hercules no Eikō: Tamashii no Shōmei                                              | Paon                             | Nintendo                     | Fantezie         | DS                      |              | Sequel al Hercules no Eikō IV: Kamigami kara no Okurimono.                                                         |                 |
| 2008 (JP)                    | Hercules no Eikō III: Kamigami no Chinmoku                                        | Data East                        |                              | Fantezie         | MOBI (Port)             |              | Portare a Hercules no Eikō III: Kamigami no Chinmoku pentru SNES. Sequel al Hercules no Eikō II: Titan no Metsubō. |                 |
| 2008 (NA/EU/JP)              | Infinite Undiscovery インフィニット アンディスカバリー                            | tri-Ace                          | Square Enix                  | Fantezie         | X360                    | Action RPG   | |                 |
| 2008 (NA)                    | Kingdom of Paradise Key of Heaven                                                 | Climax                           | SCE                          | Fantezie         | PSN (Port)              | Action RPG   | Portare a Kingdom of Paradise for PSP.                                                                             |                 |
| 2008 (JP)                    | Knights in the Nightmare                                                          | Sting                            |                              | Fantezie         | DS                      |              | Sequel al Yggdra Union: We'll Never Fight Alone for GBA.                                                           |                 |
| 2008 (JP)                    | The Legend of Heroes: Trails in the Sky the 3rd 英雄伝説「空の軌跡 the 3rd」      | Nihon Falcom                     | Nihon Falcom                 | Fantezie         | PSP (Port)              |              | Sequel al The Legend of Heroes: Trails in the Sky SC.                                                              |                 |
| 2008 (NA/EU) 2007 (JP)       | Lost Odyssey ロストオデッセイ Rosuto Odessei                                      | Microsoft Game Studios           | feelplus                     | Fantezie         | X360                    |              | |                 |
| 2008 (JP/NA)                 | Luminous Arc 2 Will ルミナスアーク2 ウィル                                        | Image Epoch                      | Marvelous                    | Fantezie         | DS                      | Tactical RPG | Sequel al Luminous Arc.                                                                                            |                 |
| 2008 (JP) 2009 (NA)          | Mana-Khemia Gakuen no Renkinjutsushi-tachi Plus                                   | Gust                             | Gust Nippon Ichi             | Fantezie         | PSP (Port)              |              | Portare a Mana Khemia: Alchemists of Al-Revis for PS2.                                                             |                 |
| 2008 (JP)                    | Mana Khemia 2                                                                     | Gust                             | Gust Nippon Ichi             | Fantezie         | PS2                     |              | Sequel al Mana Khemia: Alchemists of Al-Revis.                                                                     |                 |
| 2008 (JP)                    | Monster Hunter Portable 2nd G                                                     | Capcom                           | Capcom                       | Fantezie         | PSP (Remake)            | Action RPG   | Remake for Monster Hunter Portable 2nd for PSP.                                                                    |                 |
| 2008 (JP) 2009 (NA)          | Nostalgia                                                                         | Matrix Red Ent.                  | Tecmo                        | Fantezie         | DS                      | JRPG         | |                 |
| 2008 (JP)                    | Phantasy Star Zero                                                                | Sonic Team                       | Sega                         | Sci-Fi           | DS                      |              | |                 |
| 2008 (??)                    | Phantasy Star II                                                                  | Sega-AM7                         | Sega                         | Sci-Fi           | VC (Port)               | JRPG         | Portare a Phantasy Star II for SMS.                                                                                |                 |
| 2008 (JP)                    | Phantasy Star Complete Collection                                                 |                                  |                              | Sci-Fi           | GBA (Port)              |              | Portare a Phantasy Star Collection for SAT.                                                                        |                 |
| 2008 (JP)                    | Poison Pink                                                                       | Flight-Plan                      |                              | Fantezie         | PS2                     | Tactical RPG | |                 |
| 2008 (JP)                    | Pokémon Platinum                                                                  | Game Freak                       | Nintendo The Pokémon Company | Modern Fantasy   | DS (Remake)             |              | Remake to Pokémon Diamond and Pokémon Pearl.                                                                       |                 |
| 2008 (JP/NA)                 | Rhapsody: A Musical Adventure                                                     | Nippon Ichi                      | Atlus                        | Fantezie         | DS (Remake)             | JRPG         | Refacere a Rhapsody: A Musical Adventure for DC.                                                                   |                 |
| 2008 (JP)                    | RIZ-ZOAWD                                                                         | Media.Vision                     | d3 Publisher                 | Fantezie         | DS                      | JRPG         | Bazat pe The Wizard of Oz.                                                                                         |                 |
| 2008 (JP) 2010 (NA)          | Sands of Destruction                                                              | imageepoch                       | Sega                         | Sci-Fi           | DS                      | JRPG         | |                 |
| 2008 (JP)                    | Shin Megami Tensei III: Nocturne Maniax Chronicle Edition                         | Atlus                            |                              | Fantezie         |                         | JRPG         | Remake and compilation of Shin Megami Tensei III: Nocturne and Devil Summoner: Kuzunoha Raidō Tai Abaddon Ō.       |                 |
| 2008 (NA)                    | Silverfall                                                                        |                                  |                              | Fantezie         | PSP (Port)              | Action RPG   | Portare a Silverfall for Windows.                                                                                  |                 |
| 2008 (NA/EU)                 | Song Summoner: The Unsung Heroes                                                  | Square Enix                      | Square Enix                  | Fantezie         | iPod                    | Tactical RPG | |                 |
| 2008 (JP) 2009 (NA/PAL)      | Suikoden Tierkreis Genso Suikoden Tierkreis                                       | Konami                           | Konami                       | Fantezie         | DS                      | JRPG         | |                 |
| 2008 (JP/EU/NA)              | Super Mario RPG                                                                   | Square                           | Nintendo                     | Fantezie         | VC (Port)               | JRPG         | Portare a Super Mario RPG pentru SNES.                                                                             |                 |
| 2008 (JP)                    | Super Robot Wars A Portable                                                       | Banpresto                        | Banpresto                    | Sci-Fi           | PSP (Remake)            | Tactical RPG | Refacere a Super Robot Wars A for GBA.                                                                             |                 |
| 2008 (JP)                    | Tales of Destiny: Directors Cut                                                   | Wolf Team                        | Namco                        | Fantezie         | PS2 (Remake)            | Action RPG   | Refacere a Tales of Destiny pentru PS1.                                                                            |                 |
| 2008 (JP)                    | Tales of Hearts                                                                   | Namco Tales                      | Namco Bandai                 | Fantezie         | DS                      | JRPG         | |                 |
| 2008 (JP)                    | Tales of Rebirth                                                                  | Namco                            | Namco                        | Fantezie         | PSP (Port)              | Action RPG   | Portare a Tales of Rebirth for PS2.                                                                                |                 |
| 2008 (JP/NA)                 | Tales of Symphonia: Knight of Ratatosk                                            | Namco Tales                      | Namco Bandai                 | Fantezie         | Wii                     | Action RPG   | Sequel al Tales of Symphonia.                                                                                      |                 |
| 2008 (JP/NA) 2009 (EU)       | Tales of Vesperia                                                                 | Namco Tales                      | Namco Bandai                 | Fantezie         | X360                    | Action RPG   | |                 |
| 2008 (JP)                    | Tears to Tiara: Kakan no Daichi                                                   | Aquaplus                         | Aquaplus                     | Fantezie         | PS3 (Port)              | Tactical RPG | Portare a Tears to Tiara for Windows.                                                                              |                 |
| 2008 (JP/NA/EU)              | Valkyria Chronicles Battlefield Valkyria: Gallian Chronicles 戦場のヴァルキュリア | Sega                             | Sega                         | Fantezie         | PS3                     | Tactical RPG | |                 |
| 2008 (JP) 2009 (NA/PAL)      | Valkyrie Profile: Toga wo Seou Mono ヴァルキリープロファイル 咎を背負う者         | tri-Ace                          | Square Enix                  | Fantezie         | DS                      | JRPG         | |                 |
| 2008 (??)                    | Vantage Master Portable VM Portable ヴァンテージマスターポータブル                | Nihon Falcom                     | Nihon Falcom                 | Fantezie         | PSP (Port)              | Tactical RPG | Portare a Vantage Master.                                                                                          |                 |
| 2008 (INT)                   | Vay                                                                               | Somoga                           |                              | Fantezie Sci-Fi  | MOBI (Remake)           | JRPG         | Refacere a Vay for SCD.                                                                                            |                 |
| 2008 (JP) 2010 (NA/EU)       | White Knight Chronicles                                                           | Level-5                          | SCE                          | Fantezie         | PS3                     | JRPG         | |                 |
| 2008 (INT)                   | Witcher, The: Versus                                                              | one2tribe                        |                              | Fantezie         | BROW                    |              | Spin-off of The Witcher for Windows.                                                                               |                 |
| 2008 (JP)                    | Xenogears                                                                         | Square                           | Square Enix                  | Sci-Fi           | PSN (Port)              | JRPG         | Portare a Xenogears pentru PS1.                                                                                    |                 |
| 2008 (JP/NA)                 | Yggdra Union: We'll Never Fight Alone ユグドラ・ユニオン                          | Sting                            | Sting Atlus                  | Fantezie         | PSP (Port)              | Tactical RPG | Portare a Yggdra Union: We'll Never Fight Alone for GBA. Sequel al Riviera: The Promised Land for WSC.             |                 |
| 2008 (??)                    | Ys I: Ancient Ys Vanished                                                         | Nihon Falcom                     |                              | Fantezie         | DS (Port)               | Action RPG   | Portare a Ys I: Ancient Ys Vanished for PC88.                                                                      |                 |
| 2008 (??)                    | Zoids Assault                                                                     | Atlus                            |                              | Sci-Fi           | X360                    | Tactical RPG | |                 |
| 2009 (JP)                    | Dengeki Gakuen RPG: Cross of Venus                                                | ASCII Media Works                | ASCII Media Works            | Fantezie         | DS                      | Action RPG   | |                 |
| 2009 (PAL) 2010 (NA)         | Divinity II – Ego Draconis                                                        | Larian                           | dtp                          | Fantezie         | X360                    | Action RPG   | Sequel al Divine Divinity for Windows.                                                                             |                 |
| 2009 (JP)                    | Dragon Quest IX Hoshizora no Mamoribito                                           | Level-5                          | Square Enix                  | Fantezie         | DS                      | JRPG         | Sequel al Dragon Quest VIII: Journey of the Cursed King for PS2.                                                   |                 |
| 2009 (JP/NA)                 | Final Fantasy Crystal Chronicles: The Crystal Bearers                             | Square Enix                      | Square Enix                  | Fantezie         | Wii                     | Action RPG   | |                 |
| 2009 (JP) 2010 (NA/PAL)      | Final Fantasy XIII                                                                | Square Enix                      | Square Enix                  | Fantezie         | PS3 X360(U.S./U.K.)     |              | |                 |
| 2009 (INT)                   | Geneforge 5: Overthrow                                                            | Spiderweb                        | Spiderweb                    | Fantezie         | Win (Port)              |              | Sequel al Geneforge 4: Rebellion. Portare a Geneforge 5: Overthrow for MAC.                                        |                 |
| 2009 (NA/PAL)                | Jagged Alliance DS                                                                | Strategy First Cypron            | Empire                       | Fantezie         | DS (Port)               | Tactical RPG | Portare a Jagged Alliance for DOS.                                                                                 |                 |
| 2009 (NA/PAL)                | Marvel Ultimate Alliance 2: Fusion                                                | Vicarious Visions Savage n-Space | Activision                   | Sci-Fi Fantasy   | DS PS2 PS3 PSP Wii X360 | Action RPG   | Sequel al Marvel: Ultimate Alliance for various platforms.                                                         |                 |
| 2009 (JP)                    | Monster Hunter 3 (tri-)                                                           |                                  |                              |                  | Wii                     | Action RPG   | |                 |
| 2009 (JP)                    | Sacred Blaze セイクリッドブレイズ                                                 | Flight-Plan                      | Banpresto                    | Fantezie         | PS2                     | Tactical RPG | |                 |
| 2009 (JP)                    | Tales of Graces                                                                   | Namco                            | Namco                        | Fantezie         | Wii                     | Action RPG   | |                 |
| 2009 (JP)                    | Tales of the World: Radiant Mythology 2                                           | Alfa System                      | Namco                        | Fantezie         | PSP                     | Action RPG   | |                 |
| 2009 (JP/NA)                 | Witch's Tale, A                                                                   | Hit Maker                        | Nippon Ichi                  | Fantezie         | DS                      | Action RPG   | |                 |
| 2008 (NA)                    | Avernum 5                                                                         | Spiderweb                        | Spiderweb                    | Fantezie         | MAC WIN                 |              | Sequel al Avernum 4.                                                                                               |                 |
| 2008 (NA)                    | Aveyond                                                                           | Amaranth                         | Amaranth                     | Fantezie         | WIN (Rerel)             |              | Rerelease on GameTap.                                                                                              |                 |
| 2008 (INT)                   | Depths of Peril                                                                   | Soldak                           | Soldak                       | Fantezie         | OSX (Port)              | Action RPG   | Portare a Depths of Peril pentru WIN.                                                                              |                 |
| 2008 (DE) 2009 (NA/EU)       | Drakensang: The Dark Eye Das Schwarze Auge: Drakensang                            | Radon                            | dtp (DE) THQ (NA) Eidos (EU) | Fantezie         | WIN                     |              | Sequel al Realms of Arkania: Shadows over Riva                                                                     |                 |
| 2008 (NA/EU)                 | Fable: The Lost Chapters                                                          | Lionhead                         | Microsoft                    | Fantezie         | OSX (Port)              |              | Portare a Fable: The Lost Chapters for Xbox.                                                                       |                 |
| 2008 (NA)                    | Fallout                                                                           | Interplay                        | Interplay                    | Post-apocalyptic | WIN (Rerel)             |              | Rerelease on GameTap.                                                                                              |                 |
| 2008 (NA)                    | Fallout 2                                                                         | Interplay                        | Interplay                    | Post-apocalyptic | WIN (Rerel)             |              | Rerelease on GameTap.                                                                                              |                 |
| 2008 (NA)                    | Fate: Undiscovered Realms                                                         | WildTangent                      | WildTangent Encore           | Fantezie         | WIN                     | Action RPG   | Sequel al Fate. |                 |
| 2008 (??)                    | King's Bounty: The Legend                                                         | Katauri                          | 1C Company                   | Fantezie         | WIN                     | Tactical RPG | Spiritual successor to King's Bounty.                                                                              |                 |
| 2008 (NA)                    | Jade Empire: Special Edition                                                      | BioWare                          | BioWare                      | Fantezie         | OSX (Port)              | Action RPG   | Portare a Jade Empire for Xbox.                                                                                    |                 |
| 2008 (NA)                    | Jagged Alliance 2: Gold Pack                                                      | Sir-Tech                         | Strategy First               | Modern           | WIN (Rerel)             | Tactical RPG | Rerelease on GamersGate.                                                                                           |                 |
| 2008 (NA)                    | Mass Effect                                                                       | BioWare Demiurge                 | EA                           | Sci-Fi           | WIN (Port)              |              | Portare a Mass Effect pentru X360.                                                                                 |                 |
| 2008 (NA)                    | Neverwinter Nights 2                                                              | Obsidian                         | Aspyr                        | Fantezie         | OSX (Port)              |              | Portare a Neverwinter Nights 2 pentru WIN. Sequel al Neverwinter Nights.                                           |                 |
| 2008 (NA)                    | Neverwinter Nights 2: Gold                                                        | Obsidian                         | Aspyr                        | Fantezie         | WIN (Rerel)             |              | Rerelease of Neverwinter Nights 2 pentru WIN. Sequel al Neverwinter Nights.                                        |                 |
| 2008 (NA/EU)                 | Sacred 2: Fallen Angel                                                            | Ascaron                          |                              | Fantezie         | WIN                     | Action RPG   | Sequel al Sacred.                                                                                                  |                 |
| 2008 (??)                    | Silverfall: Earth Awakening                                                       | Kyiv's Games                     | Monte Cristo                 | Fantezie         | WIN                     | Action RPG   | Expansion to Silverfall.                                                                                           |                 |
| 2008 (??)                    | Silverfall: Gold Edition                                                          | Kyiv's Games                     | Monte Cristo                 | Fantezie         | WIN (Comp)              | Action RPG   | Compilation of Silverfall and its expansion.                                                                       |                 |
| 2008 (INT)                   | Space Rangers 2: Reboot                                                           | Elemental                        | Cinemaware                   | Sci-Fi           | WIN                     |              | Expansion to Space Rangers 2: Dominators.                                                                          |                 |
| 2008 (NA/EU/AU/UK)           | Fallout 3                                                                         | Bethesda                         | Bethesda ZeniMax Media       | Post-apocalyptic | WIN                     | Action RPG   | Sequel al Fallout 2.                                                                                               |                 |
| 2009 (INT)                   | Dragon Age: Origins                                                               | BioWare                          | EA                           | Fantezie         | WIN                     | Action RPG   | |                 |
| 2009 (RU)                    | Konung III: Ties of the Dynasty                                                   | 1C                               |                              | Fantezie         | WIN                     |              | | RU              |
| 2009 (INT)                   | Last Remnant, The                                                                 | Square Enix PDD2                 | Square Enix                  | Fantezie         | WIN                     | JRPG         | |                 |
| 2009 (EU)                    | Risen                                                                             | Piranha Bytes                    | Deep Silver                  | Fantezie         | WIN                     | Action RPG   | | DE              |
| 2009 (INT)                   | Sacred                                                                            | Ascaron                          | Linux Game Publishing        | Fantezie         | LIN (Port)              | Action RPG   | Portare a Sacred.                                                                                                  | DE              |